# Ladik
Ladik es una ciudad de la provincia de Samsun, Turquía, en el sitio de la antigua ciudad de Laodicea Pontica.

## Geografía
El distrito cubre un área de 552 km², la región está a más de 900 m sobre el nivel del mar. El lago Ladik (en turco: Lâdik Gölü) se encuentra a 6 km al este de Ladik y es alimentado por los ríos que vienen de las laderas de Akdağ (1979  m),unos kilómetros más al sur. El emisario del lago se llama Tersakan Çayı, un afluente del río Mert Irmağı que desemboca en el mar Negro en Samsun.
El clima de Ladik es semicontinental, los inviernos son cortos pero bastante fríos y los veranos bastante suaves. Las estaciones intermedias son lluviosas.
La región vive principalmente de la agricultura: trigo, cebada, maíz, girasol, remolacha. También practican la ganadería y la apicultura.
Las alfombras de Ladik son mundialmente famosas, aunque su producción ha cesado.

## Historia
Laodicea Pontica (en griego antiguo: Λαοδίκεια y en latín: Laodiceia, también transcrito como Laodíkeia] era una ciudad helenística del Ponto. La ciudad fue fundada en las colinas (1000 m de altitud) no muy al oeste del lago Stiphane Limne, al suroeste de Amisus (actual Samsun).
Su nombre deriva de Laodice del Ponto, hermana y esposa de Mitrídates VI del Ponto.
El alcalde es Selim Özbalci (AKP).